# خاثينتو بينافينتي
خاسينتو بينابنتي (بالإسبانية: Jacinto Benavente) كاتب مسرحي وأديب وسيناريست ومخرج سينمائي إسباني، ولد في 12 أغسطس 1866 وتوفي في 14 يوليو 1954. حصل على جائزة نوبل في الأدب عام 1922.

## السيرة الذاتية
هو الأبن الأصغر لطبيب الأطفال المشهور ماريانو بينابينتي، مما جعله يهتم بالأطفال. وقد ظهر هذا الاهتمام في كتابه «الأطفال» في عام 1917 , وأيضاً في أعماله المسرحية الخاصة بالأطفال. بدأ دراسة الحقوق في جامعة مدريد المركزية، ولكن وفاة والده عام 1885 وفضلاً للإغاثة المالية التي حصل عليها من الميراث جعله يهاجر إلى فرنسا وروسيا من أجل التفرغ إلى الأدب. لفترةٍ من الوقت كان يعمل كرئيس لسيرك، بعض المترجمين مثل لازارو كاريتير وأنجيل لازارو أشاروا إلى أن بينابينتى دخل إلى عالم السيرك لأنه كان يجب الأرجوحة الإنجليزية والجيرالدين الجميلة، ولكنه ينكر هذا دائماً. كان بينابينتى من الذين لم يسبق لهم الزواج، فكان لُوطىّ ولهذا خضعت أعماله للرقابة خلال فترة ما بعد الحرب الأهلية.

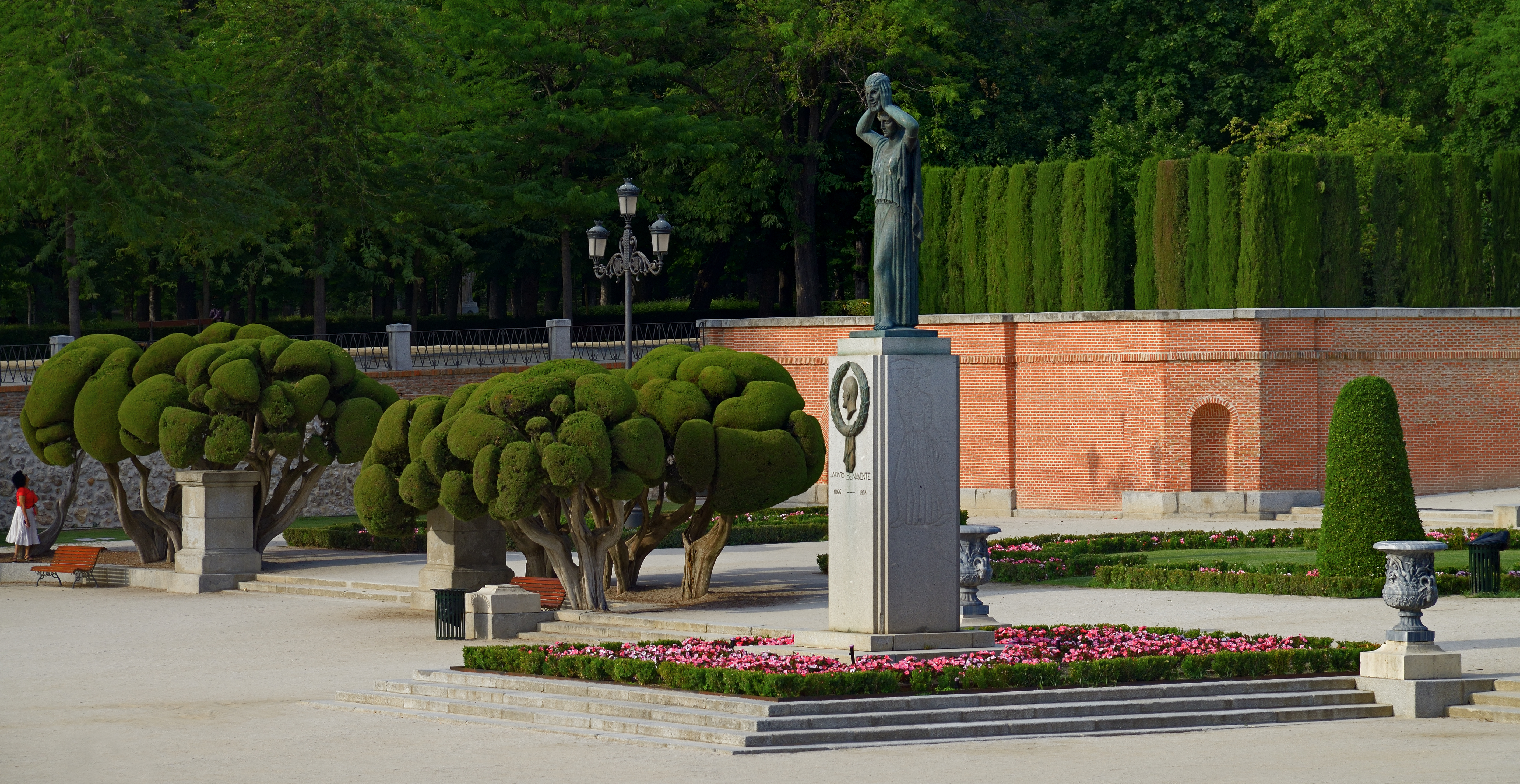
نصب جاسينتو بينافينتي داخل ريتيرو بارك في مدريد ، إسبانيا

في عام 1892 نشر أول أعماله «المسرح الرائع», وفي العام التالى نشر كتب في القائد والأشعار والقصص، وأخرى في النقد ورسائل من النساء. كان أول إصدار للعمل «عش الغريبة» في عام 1894 لم يلق نجاحاً. فقد أشار كاريتير إلى أن هذا العمل فشل لأن الجمهور والنقاد كانوا غافلين عن فهم تجديداته المهمة، مضيفاً أن أزورين كان الوحيد الذي قدر أول أعمال بينابينتى. هذا بدوره جعله يعترف بأنه أُستقبل استقبالاً سيئاً من قِبل الجمهور والنقاد أسوأ بكثير. فقد كتب على مدار حياته أكثر من مائة وسبعين جزء. في العمل «ناس معروفة» عام 1896 نلاحظ مهاجمته للطبقة العليا من المجتمع، ولكن هذا النقد بدأ أن يقل من خلال التأنيب اللطيف في أعماله اللاحقة مثل: «غذاء للحيوانات المفترسة» عام 1898 .